# Вайскайсель
Вайскайсель (нім. Weißkeißel) — громада в Німеччині, розташована в землі Саксонія. Входить до складу району Герліц. Складова частина об'єднання громад Вайсвассер.
Площа — 50,42 км2. Населення становить 1262 ос. (станом на 31 грудня 2020).

## Галерея

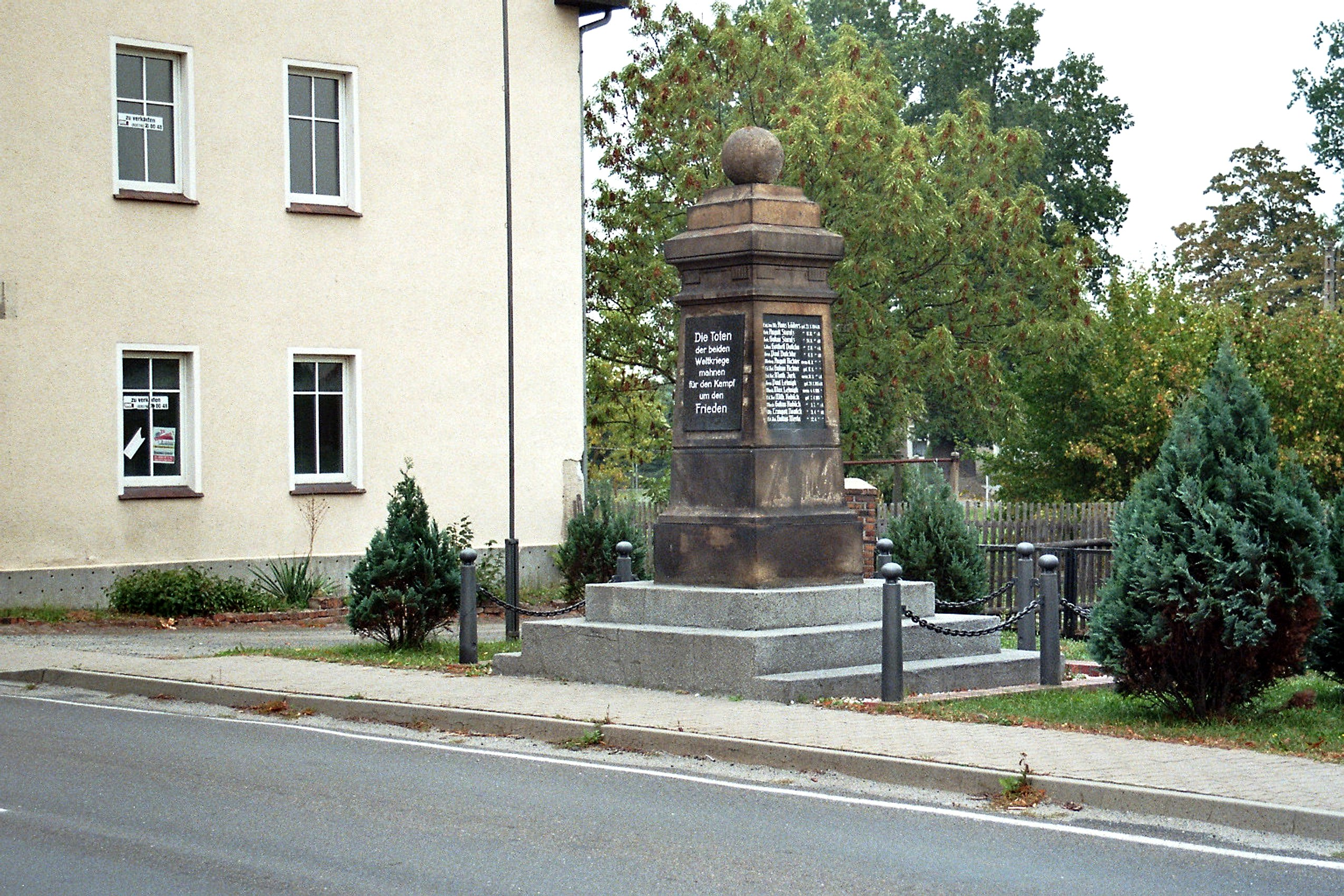
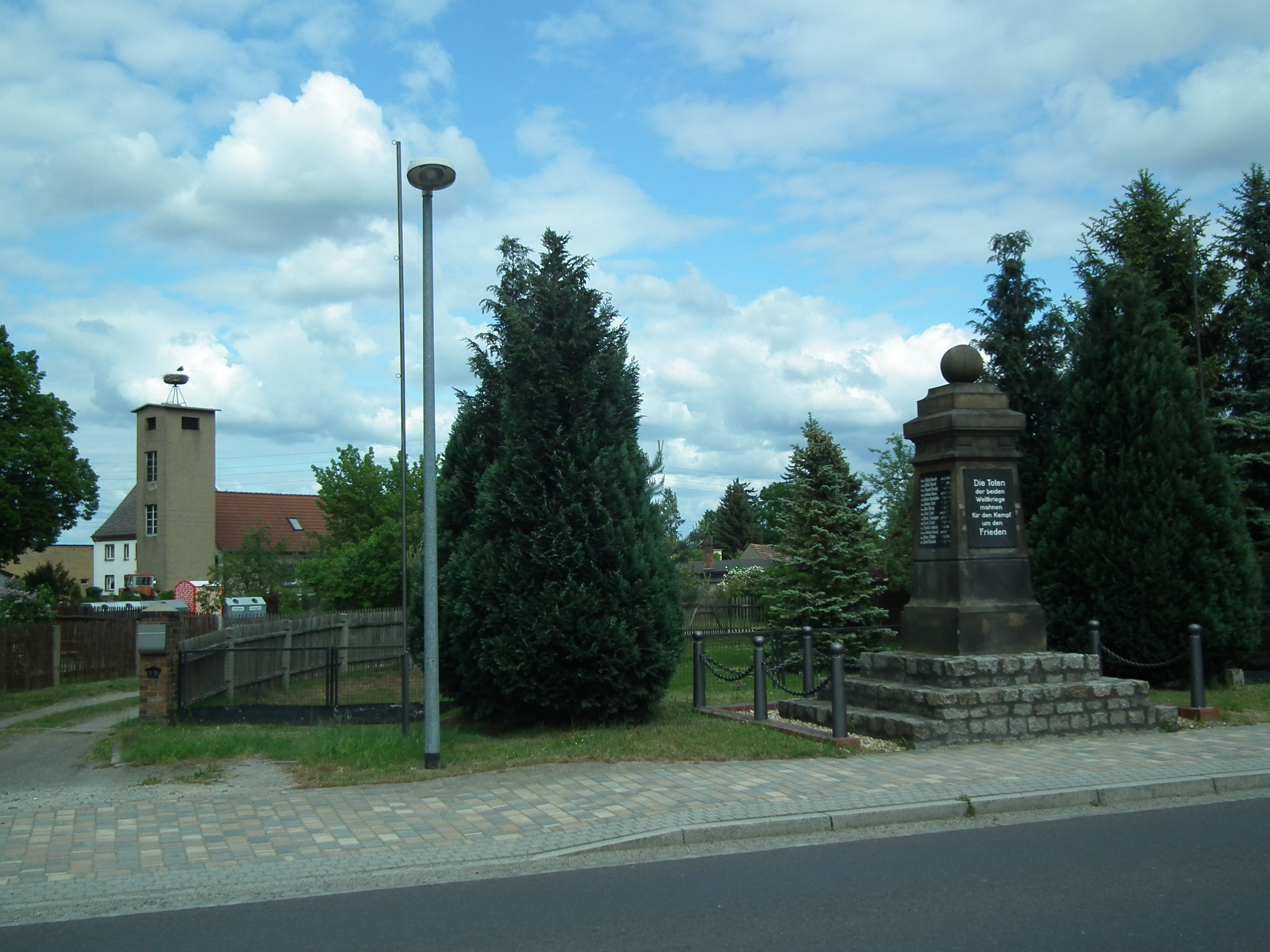